# پرت ای مانگر
پرت ای مانگر (انگلیسی: Pret a Manger) شرکت رستوران‌های زنجیره‌ای بریتانیایی است، که در سال ۱۹۸۶ تأسیس شد.